# ヒシマサル (1955年生)
ヒシマサルとは日本の競走馬である。同期には天皇賞（秋）、有馬記念を制した牝馬ガーネツトがいる。

## 戦績
馬齢は旧表記で統一する。
1957年8月18日に函館競馬場の3歳新馬戦（芝800メートル）で、ヒシの冠名の馬主の主戦騎手であった小野定夫を鞍上にデビューしたが、5着に敗れた。その後も3戦使われたがいずれも勝てず翌年春まで休養する。
1958年、4歳緒戦の未勝利戦（東京競馬場・芝1400メートル）での初勝利を含む3連勝で、NHK杯に出走し4着。東京優駿（日本ダービー）は5着に敗れたが、その後は千葉ハンデキャップ、中山4歳ステークス、札幌改築記念、札幌記念、毎日王冠、セントライト記念まですべて1位で入線した（中山4歳ステークスは失格）。このうち千葉ハンデキャップではレース前に何者かによって硫酸をかけられる妨害を受けたが勝利した。この勢いで挑んだ菊花賞は5着に敗れ4歳シーズンを終えた。この1958年に啓衆賞最良スプリンターを受賞している。
5歳時は9戦して安田記念、日本経済賞などを勝ち、天皇賞（春）でも3着となっている。
6歳時はオープン競走を2戦1勝で引退した。

## 引退後
1960年6月11日のオープン競走を最後に引退し種牡馬入りしたヒシマサルは、内国産種牡馬というハンデを抱えていたにもかかわらず、早くも代表産駒ヒシマサヒデを送り出した。安田記念父子制覇、最良スプリンター父子受賞を達成した孝行息子であったが、ヒシマサルはヒシマサヒデの活躍を見ることは叶わなかった。種牡馬生活3年目に突入した矢先、放牧中に有刺鉄線に絡まるというアクシデントに遭遇。このとき予想外の事態に錯乱し、鉄線を無理やり振り払おうとしたことが災いし、体に致命的な傷を負ったヒシマサルは出血多量のためその日のうちに急死した。

## 2代目ヒシマサル
1989年生まれの同名の競走馬がおり、血統表などでは本馬と区別するため「ヒシマサル II」と表記されている。
本馬の馬主である阿部雅信の息子・阿部雅一郎が所有し、思い入れのあるヒシマサルと同じ馬名で登録するため、わざわざ生産国のアメリカ合衆国において"Hishi Masaru"で馬名登録を行ったうえで輸入した。本来、種牡馬になった競走馬と同じ名前を登録することはできないが、この方法を使えば条件付きではあるが今でも登録可能である（詳細は競走馬名の項を参照）。

## 3代目ヒシマサル
2014年2月11日生まれ。阿部雅一郎の子、阿部雅英が所有。父ルーラーシップ。母シェリール。ノーザンファームの生産馬。10戦3勝で引退。乗馬となる。

## おもな産駒
- ヒシマサヒデ（安田記念・オールカマー・京王杯スプリングハンデキャップ・金杯（東）、1966年啓衆賞最良スプリンター）、ヒシスピードの父
- タクマサル（イナリトウザイの母）

## 血統表
| ヒシマサルの血統（ベンドア系（エクリプス系） / Pharos 4×5（父系）=9.38%） | ヒシマサルの血統（ベンドア系（エクリプス系） / Pharos 4×5（父系）=9.38%） | ヒシマサルの血統（ベンドア系（エクリプス系） / Pharos 4×5（父系）=9.38%） | （血統表の出典） | （血統表の出典） |
| 父 *ライジングフレーム Rising Flame 1947 黒鹿毛                           | 父の父The Phoenix 1940 鹿毛                                               | Chateau Bouscaut                                                          | Kircubbin        | Kircubbin        |
| 父 *ライジングフレーム Rising Flame 1947 黒鹿毛                           | 父の父The Phoenix 1940 鹿毛                                               | Chateau Bouscaut                                                          | Ramondie         |                  |
| 父 *ライジングフレーム Rising Flame 1947 黒鹿毛                           | 父の父The Phoenix 1940 鹿毛                                               | Fille de Poete                                                            | Firdaussi        | Firdaussi        |
| 父 *ライジングフレーム Rising Flame 1947 黒鹿毛                           | 父の父The Phoenix 1940 鹿毛                                               | Fille de Poete                                                            | Fille d'Amour    |                  |
| 父 *ライジングフレーム Rising Flame 1947 黒鹿毛                           | 父の母Adomirable 1942 黒鹿毛                                              | Nearco                                                                    | Pharos           | Pharos           |
| 父 *ライジングフレーム Rising Flame 1947 黒鹿毛                           | 父の母Adomirable 1942 黒鹿毛                                              | Nearco                                                                    | Nogara           |                  |
| 父 *ライジングフレーム Rising Flame 1947 黒鹿毛                           | 父の母Adomirable 1942 黒鹿毛                                              | Silvia                                                                    | Craig an Eran    | Craig an Eran    |
| 父 *ライジングフレーム Rising Flame 1947 黒鹿毛                           | 父の母Adomirable 1942 黒鹿毛                                              | Silvia                                                                    | Angela           |                  |
| 母 カッター 1947 栗毛                                                     | 母の父月友 1932 栗毛                                                      | Man o'War                                                                 | Fair Play        | Fair Play        |
| 母 カッター 1947 栗毛                                                     | 母の父月友 1932 栗毛                                                      | Man o'War                                                                 | Mahubah          |                  |
| 母 カッター 1947 栗毛                                                     | 母の父月友 1932 栗毛                                                      | *星友                                                                     | Sir Martin       | Sir Martin       |
| 母 カッター 1947 栗毛                                                     | 母の父月友 1932 栗毛                                                      | *星友                                                                     | Colna            |                  |
| 母 カッター 1947 栗毛                                                     | 母の母セフトマス 1941 栗毛                                                | *セフト Theft                                                             | Tetratema        | Tetratema        |
| 母 カッター 1947 栗毛                                                     | 母の母セフトマス 1941 栗毛                                                | *セフト Theft                                                             | Voleuse          |                  |
| 母 カッター 1947 栗毛                                                     | 母の母セフトマス 1941 栗毛                                                | 月家                                                                      | *トウルヌソル    | *トウルヌソル    |
| 母 カッター 1947 栗毛                                                     | 母の母セフトマス 1941 栗毛                                                | 月家                                                                      | 種家 F-No.6      |                  |